# 卢布尔雅那附近多尔市镇
卢布尔雅那附近多尔市镇是斯洛文尼亞中部的一個市镇，傳統上屬於上卡尼奧拉地區，目前為中斯洛維尼亞統計區的一部分。行政中心為盧布爾雅那附近多爾。市镇面積为33.3平方公里，2002年人口4341。

## 聚落
除了以盧布爾雅那附近多爾為市政中心外，該市鎮還包括以下聚落：  
- 貝里切沃
- 布林耶
- 多爾斯科
- 卡姆尼察
- 克萊切普里多爾
- 克洛普采
- 克里熱夫斯卡瓦斯
- 拉澤普里多爾斯科
- 奧斯雷德克
- 佩特林耶
- 波德戈拉普里多爾斯科
- 塞諾熱蒂
- 維德姆
- 維涅
- 弗爾赫普里多爾斯科
- 扎博爾斯特普里多爾
- 扎戈里察普里多爾斯科
- 扎耶爾舍

## 外部連結
- 维基共享资源上的相關多媒體資源：卢布尔雅那附近多尔市镇
- Municipality of Dol pri Ljubljani on Geopedia
- Municipal website （斯洛維尼亞語）

- 官方网站  （斯洛文尼亚文）
- Municipality of Dol pri Ljubljani on Geopedia（页面存档备份，存于）